# Osobliwość (astronomia)
Osobliwość – punkt lub linia, gdzie przyspieszenie grawitacyjne lub gęstość materii są nieskończone.
Z opisu ewolucji Wszechświata określonej przez metrykę Robertsona-Walkera wynika, że osobliwość powinna istnieć na początku Wielkiego Wybuchu.
Według ogólnej teorii względności osobliwości znajdują się w środku czarnych dziur. Według prof. Jerzego Sikorskiego „Teoria względności opisując zapadanie się czarnej dziury przewiduje, że cała materia tworząca taki obiekt skupia się w końcu w centralnym punkcie – tzw. osobliwości – osiągając nieskończone gęstości”.